# Élection sénatoriale partielle de 2012 en Lozère
Une élection sénatoriale partielle en Lozère a lieu le dimanche 18 mars 2012. Elle a pour but d'élire le sénateur représentant le département au Sénat à la suite de l'invalidation des élections de 2011.

## Contexte départemental
Lors des élections sénatoriales du 25 septembre 2011 en Lozère, un sénateur PS a été élu au 2e tour, Alain Bertrand.
À la suite du résultat serré entre Alain Bertrand (PS) et Jacques Blanc (UMP), ne portant que sur 4 voix, le Conseil constitutionnel décide d'annuler l'élection et annonce une élection partielle.

## Sénateur sortant
| Sénateur | Sénateur       | Parti | Fonctions lors de l'élection en 2011               |
| -------- | -------------- | ----- | -------------------------------------------------- |
|          | Alain Bertrand | DVG   | Vice-président du conseil régional, maire de Mende |

## Présentation des candidats et des suppléants
| T/S | Candidats | Candidats                        | Parti | Principale fonction                                                  |
| --- | --------- | -------------------------------- | ----- | -------------------------------------------------------------------- |
| T   |           | Alain Bertrand                   | DVG   | Sénateur sortant, vice-président du Conseil régional, maire de Mende |
| S   |           | Guylène Pantel                   | PS    | Conseillère municipale d'Ispagnac                                    |
| T   |           | Philippe Rochoux                 | MoDem | Conseiller général, maire de Chanac                                  |
| S   |           | Marie-Christine Davanne-Guittard | MoDem |                                                                      |
| T   |           | Jean-Paul Pourquier              | UMP   | Président du conseil général, adjoint au maire du Massegros          |
| S   |           | Jean de Lescure                  | DVD   | Conseiller général, maire de Saint-André-Capcèze                     |
| T   |           | Jean-François Pardigon           | FN    | Conseiller régional                                                  |
| S   |           | Christian Chauchard              | FN    |                                                                      |

## Résultats
| Candidats                | Candidats                | Parti                    | Nuance                   | Premier tour | Premier tour |
| Candidats                | Candidats                | Parti                    | Nuance                   | Voix         | %            |
| ------------------------ | ------------------------ | ------------------------ | ------------------------ | ------------ | ------------ |
|                          | Alain Bertrand           | SE                       | SOC                      | 200          | 59,17        |
|                          | Jean-Paul Pourquier      | UMP                      | UMP                      | 124          | 36,69        |
|                          | Philippe Rochoux         | MoDem                    | MODEM                    | 11           | 3,25         |
|                          | Jean-François Pardigon   | FN                       | FN                       | 3            | 0,89         |
|                          |                          |                          |                          |              |              |
| Suffrages exprimés       | Suffrages exprimés       | Suffrages exprimés       | Suffrages exprimés       | 338          | 99,41        |
| Votes blancs et nuls     | Votes blancs et nuls     | Votes blancs et nuls     | Votes blancs et nuls     | 2            | 0,59         |
| Total                    | Total                    | Total                    | Total                    | 340          | 100          |
| Abstention               | Abstention               | Abstention               | Abstention               | 4            | 1,16         |
| Inscrits / participation | Inscrits / participation | Inscrits / participation | Inscrits / participation | 344          | 98,84        |